# Theophobos

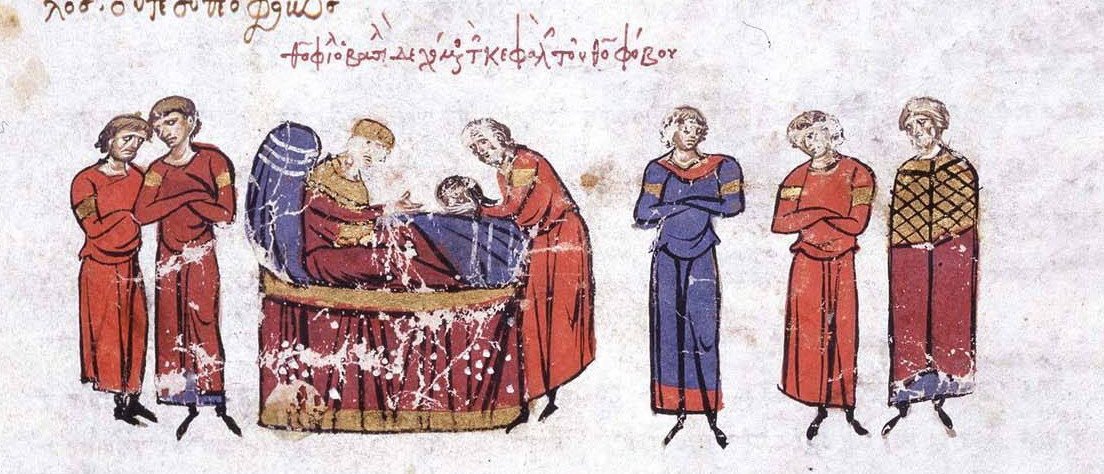
Das Haupt des Theophobos wird an Kaiser Theophilos’ Sterbebett gebracht. Miniatur aus der Madrider Bilderhandschrift des Skylitzes

Theophobos (mittelgriechisch Θεόφοβος; † zwischen 839 und 842 in Kilikien oder Konstantinopel), Beiname Perses („der Perser“), war ein byzantinischer Feldherr persischer oder kurdischer Herkunft.

## Leben
Theophobos, der ursprünglich den Namen Nasr (Nasar, Naṣīr, Nusaïr) trug, diente dem Churramiten Bābak Chorramdin als Offizier, bevor er 834 mit seinen Truppen zu den Byzantinern überlief, zum Christentum konvertierte und sich auf den Namen Theophobos taufen ließ. Er trat als Heerführer in die Dienste des Kaisers Theophilos, der ihm die Patrikios-Würde verlieh und seine Schwester Helene zur Frau gab.
Kaiser Theophilos, ein überzeugter Ikonoklast, versuchte seine religiöse Politik durch militärische Erfolge gegen das Abbasidenkalifat abzusichern, den Hauptfeind im Osten des Reiches. 837 führte Theophobos als Strategos gemeinsam mit dem Kaiser einen Feldzug im Grenzgebiet am Oberlauf des Euphrats. Seine persischen Soldaten plünderten unter anderem Sozopetra, den Geburtsort des Kalifen al-Mu'tasim, wobei angeblich die gesamte männliche Bevölkerung umgebracht wurde. In der Schlacht bei Anzen am 22. Juli 838 rettete Theophobos (nach anderen Quellen der Magistros Manuel) dem Kaiser das Leben.
Als nach der Niederlage der byzantinischen Armee bei Anzen und der Plünderung von Amorion durch die Araber im August 838 Gerüchte über Theophilos’ Tod die Hauptstadt erreichten, wurde Theophobos – er war im Gegensatz zum streng bilderfeindlichen Kaiser offenbar ein Ikonodule – als Nachfolgekandidat gehandelt. Theophilos kehrte jedoch glücklich in die Hauptstadt zurück; aus Angst vor der kaiserlichen Ungnade floh Theophobos nach Sinope im Thema Armeniakon, wo ihn seine persischen Soldaten – angeblich gegen seinen Willen – zum Basileus ausriefen. Unter der Zusicherung von Straffreiheit konnte er jedoch zur Aufgabe überredet werden und kehrte 839 nach Konstantinopel zurück. Das persische Kontingent wurde aufgelöst und auf verschiedene Themen verteilt.
Unklar ist, wann und unter welchen Umständen Theophobos ums Leben kam. Während arabische und syrische Quellen berichten, der Feldherr sei 839 oder 840 in Kilikien im Kampf gegen die Muslime gefallen, behaupten griechische Autoren, Theophobos sei weiterhin der Usurpation verdächtigt und kurz vor dem Tod des Theophilos 842 auf dessen Befehl in Konstantinopel getötet worden.